# Таласъми ООД
Таласъми ООД (на английски: Monsters, Inc.) е американски анимационен комедиен филм от 2001 г., продуциран от Пиксар Анимейшън Студиос за Уолт Дисни Пикчърс. Озвучен с гласовете на Джон Гудмън, Били Кристъл, Стив Бушеми, Джеймс Кобърн, Дженифър Тили и Мери Гибс, филмът е режисиран от Пийт Доктър, с режисьорско съдействие от Лий Ънкрич и Дейвид Силвърман, по сценарий на Андрю Стантън и Даниел Герсън и е продуциран от Дарла К. Андерсън. Филмът се съсредоточава върху два таласъма – косматият Джеймс „Съли“ Съливън (Гудмън) и неговият едноок партньор и най-добър приятел Майк Вазовски (Кристъл), които работят в „Таласъми ООД“ – компанията, която произвежда енергия чрез плашене на човешки деца. Светът на таласъмите обаче вярва, че децата са токсични, и когато едно малко момиченце – Бу (Гибс) – се промъква в „Таласъми ООД“, те трябва да я върнат у дома, преди да е станало твърде късно.
Доктър започва да разработва филма през 1996 г. и пише историята заедно с Джил Кълтън, Джеф Пиджън и Ралф Егълстън, вдъхновени от идея, възникнала по време на обяд през 1994 г., докато Играта на играчките (1995) е почти завършен. Стантън пише сценария с Герсън. Героите преминават през множество превъплъщения в процеса на петгодишното производство на филма. Техническият екип и аниматорите намират нови начини да пресъздадат реалистично козина и дрехи. Ранди Нюман, който композира музиката за трите предишни филма на Пиксар, се завръща, за да композира музиката и за четвъртия.
Премиерата на Таласъми ООД е на 28 октомври 2001 в театър Ел Капитан в Лос Анджелис и излиза по кината в САЩ на 2 ноември същата година. При излизането си филмът получава високи критически оценки и постига голям комерсиален успех, като печели над 528 милиона долара по света и се нарежда като третият най-касов филм за 2001 г. Филмът печели награда Оскар за най-добра оригинална песен за If I Didn't Have You и е номиниран за първата награда за най-добър анимиран филм, но губи от Шрек на Дриймуъркс. Освен това е номиниран за най-добър оригинален саундтрак и най-добър звук. Таласъми ООД излиза отново в 3D версия по кината на 19 декември 2012 г. Филмът, явяващ се предистория Университет за таласъми, излиза на 21 юни 2013 г. Анимационният сериал Таласъми на работа има премиера по Дисни+ на 7 юли 2021 г.

## Сюжет
В свят, населен от таласъми, градът им използва писъците на човешки деца като източник на енергия. Във фабриката „Таласъми“ ООД умели чудовища влизат в човешкия свят, за да плашат деца и събират писъците им чрез специални врати, които отварят портали към детските спални. Работата се счита за опасна, тъй като се вярва, че хората са токсични и физическият контакт с тях може да убие чудовище. Генералният директор на „Таласъми“ ООД, Хенри Дж. Воднявски III, е обезпокоен от спада в производството на енергия, тъй като децата се плашат все по-трудно.
Една вечер след работа, най-добрият плашач Джеймс „Съли“ Съливън открива, че вратата на съперника му Рандъл Богс е останала активна. Той я проверява и случайно позволява на малко момиченце да влезе във фабриката. Уплашен, Съли се опитва да върне детето обратно, но неуспешно – тя избягва в града на таласъмите и прекъсва срещата на най-добрия му приятел и асистент Майк Вазовски в суши ресторант. Когато другите чудовища виждат момичето, настава хаос. Съли и Майк успяват да избягат с нея, а Агенцията за откриване на деца пристига и поставя ресторанта под карантина. Принудени да я скрият в апартамента си за през нощта, Съли осъзнава, че слуховете за токсичността на хората са фалшиви и че смехът им генерира повече енергия от писъците.
На следващия ден Съли и Майк дегизират момичето като чудовище и се опитват да я върнат у дома. Докато Майк търси нейната врата, Съли се привързва към нея и ѝ дава прякора „Бу“. Рандъл, който дебне, за да я залови, погрешно отвлича Майк и му разкрива плана си – да отвлича деца и да изсмуква писъците им чрез устройство, наречено Екстрактор на писъци. Съли спасява Майк и двамата отиват при Воднявски, за да го предупредят. Но когато Бу се разкрива пред него, Воднявски също показва, че е съучастник на Рандъл. Той заточва Майк и Съли в Хималаите в човешкия свят и отвлича Бу.
Съли намира начин да се върне обратно в света на чудовищата, но Майк отказва да дойде с него. Съли се връща във фабриката и спасява Бу от Екстрактора, но е нападнат от Рандал. Майк се завръща, за да се помири със Съли, и двамата тръгват да търсят вратата на Бу. Рандъл ги настига, но след преследване през вратовия трезор на фабриката, Бу го побеждава. Съли и Майк го изпращат в човешкия свят чрез една врата и я унищожават.
Майк и Съли намират вратата на Бу, но Воднявски я премества в залата за плашене, с намерение Агенцията за откриване на деца да арестува Съли и Майк. Докато Майк отвлича вниманието на агенцията, Съли и Бу примамват Воднявски в симулационна стая за плашене. Там Съли го подмамва да разкрие участието си в заговора с Рандъл за отвличане на хиляди деца. Майк записва разговора и агенцията го арестува. Агент под прикритие Роз разрешава на Съли да изпрати Бу у дома, но нарежда вратата ѝ да бъде унищожена. Съли променя начина, по който фабриката генерира енергия – вече събират детски смях вместо писъци, тъй като смехът е десет пъти по-мощен. С решен енергиен проблем, фабриката вече се фокусира върху това да разсмива децата. Майк става водещ комик, а Съли – новият генерален директор. По-късно Майк показва на Съли, че е сглобил отново вратата на Бу. Съли влиза в нея и се събира с Бу.

## Актьорски състав
- Джон Гудмън – Джеймс Пи „Съли“ Съливън, огромен, страховит, но добросърдечен таласъм в „Таласъми“ ООД. В началото на филма той е „най-добрият таласъм“ в компанията от няколко месеца поред.
- Били Кристъл – Майк Вазовски, нисък, едноок помощник-таласъм, най-добрият приятел, съквартирант и колега на Съли. Той е чаровен и обикновено по-организираният от двамата, но има склонност към неврози и понякога егоцентризмът му го подвежда.
- Мери Гибс – Бу, двегодишно човешко момиченце, което не се страхува от никое чудовище, с изключение на Рандъл – таласъмът, изпратен към нейната врата. Тя вярва, че Съли е голямо коте и го нарича „Кити“. В книгата по филма „истинското“ ѝ име е Мери Гибс – същото като на актрисата, която я озвучава.
- Стив Бушеми – Рандъл Бокс, подъл и самодоволен таласъм с умението да се слива с околната среда като хамелеон. Той е основният съперник на Съли и Майк в събирането на писъци.
- Джеймс Кобърн – Хенри Дж. Воднявски, изпълнителен директор на „Таласъми“ ООД, позиция, която се предава в семейството му от поколения. Тайно си сътрудничи с Рандъл.
- Дженифър Тили – Силия Мей, рецепционистка в компанията и приятелка на Майк.
- Боб Питърсън – Роз, администратор на етажа, където работят Съли, Майк и Рандъл. Тя е тайният лидер на Агенцията за откриване на децата, работещя под прикритие в компанията.
- Джон Раценбъргър – Йети, известен още като Ужасният снежен човек, бивш служител на компанията, изгонен в Хималаите.
- Франк Оз – Фънгъс, измъченият асистент на Рандъл.
- Даниел Гърсън – Нидълмен и Смити, двама дребни хигиенисти-чудовища, които се възхищават на Съли и оперират машината за унищожаване на врати.
- Стив Съскънд – Джери, добър приятел на Воднявски и управител на етажа, на който работят Съли и Майк.
- Бони Хънт – Флинт, откривателка на таланти, която обучава нови чудовища да плашат деца.
- Джеф Пиджън – Жлъч стажант-таласъм, склонен към инциденти.
- Сам Блек – Джордж Сандърсън, страховач, който постоянно се сблъсква с предмети от човешкия свят, което води до незабавна намеса на агенти от агенцията, които го дезинфекцират напълно. Близък приятел е с колегата си Пийт Уорд.

## Производство

### Разработка
Идеята за Таласъми ООД, заедно с концепции, които по-късно се превръщат в Приключението на бръмбарите, Търсенето на Немо и УОЛ-И, се заражда по време на обяд през 1994 г., в който участват Джон Ласитър, Пийт Доктър, Андрю Стантън и Джо Ранфт, малко преди завършването на Играта на играчките Една от идеите, родени по време на разговора, е филм за чудовища. „Когато правехме Играта на играчките, всички идваха при мен и казваха: „Напълно вярвах, че играчките ми оживяват, когато изляза от стаята“. Така че, когато Дисни ни попитаха дали искаме да направим още филми, аз исках да се докосна до детска представа, подобна на тази. Като дете бях напълно убеден, че чудовища излизат от гардероба ми. Затова казах: „Хайде да направим филм за чудовища“, разказва Доктър.
Доктър започва работа по филма през 1996 г., който впоследствие става Таласъми ООД, докато други от екипа се фокусират върху Приключението на бръмбарите (1998) и Играта на играчките 2 (1999). Работното заглавие на проекта е Скрит град, кръстено на любимия ресторант на Доктър в Пойнт Ричмънд. До началото на февруари 1997 г. Доктър заедно с Харли Джесъп, Джил Кълтън и Джеф Пиджън подготвят сценарий, който има известна прилика с финалната версия на филма. Доктър представя историята пред Дисни на 4 февруари същата година, с помощта на предварителни илюстрации. Той и екипът му получават насоки и се връщат с преработена версия, която представят на 30 май. По време на тази втора презентация, ветеранът аниматор на Дисни Джо Грант, чиято кариера започва още със Снежанка и седемте джуджета (1937), предлага заглавието Таласъми ООД, вдъхновено от филма за мафията Убийство ООД, и то остава. Филмът става първият пълнометражен проект на Пиксар, който не е режисиран от Джон Ласитър. Вместо това режисурата поемат Пийт Доктър, Лий Ънкрич и Дейвид Силвърман, като последните двама са сърежисьори.. Ранна тестова версия на филма е представена на 11 октомври 1998 г.

### Сценарий
Сюжетът на Таласъми ООД преминава през множество версии по време на продукцията. Първоначалната идея на режисьора Пийт Доктър представя 30-годишен мъж, който се сблъсква с чудовища от детството си — същества, които сам е рисувал в книга. Всяко чудовище олицетворява определен негов страх, и щом героят ги преодолява, чудовищата изчезват.
След като Доктър се отказва от тази концепция, той се фокусира върху история за приятелство между чудовище и дете, озаглавена просто Чудовища. Главният герой, известен тогава като Джонсън, е амбициозен новак във фирма, чиято мисия е да плаши деца. Героят на Майк Вазовски все още не съществува на този етап.
Между 1996 г. и 2000 г. както чудовището, така и детето преминават през значителни промени. Детето варира по възраст и етнос, като в някои версии е ирландско момиче, а в други — афроамериканско. В един от ранните варианти, момичето на име Мери е седемгодишна храбра героиня, израснала с четирима по-големи братя. В контраст, Джонсън се тревожи за сигурността на работата си след съобщение за съкращения във фирмата и се чувства заплашен от Нед (по-късно преработен като Рандъл), най-добрият таласъм в компанията. През различните чернови Джонсън е ту таласъм, ту чистач или рафинериен работник, преди да бъде утвърден като най-добрият таласъм в компанията. От Пиксар се притесняват, че зрителите няма да съчувстват на герой, чиято мисия е да плаши деца. Ключов момент настъпва, когато екипът решава: „Добре, той е НАЙ-ДОБРИЯТ таласъм. Той е звездният куотърбек“, както казва Доктър. От Дисни настояват героят да не изглежда като човек в костюм. Първоначалната идея Джонсън да има пипала вместо крака е отхвърлена заради затруднения в анимацията. В крайна сметка, героят е преименуван на Съливън, а идеята да носи очила също е изоставена, за да останат очите основно средство за емоционална изразност.
Идеята за партньор на Съливън се заражда на 6 април 1998 г. по време на среща в Бърбанк — двудневна сесия между екипи от Пиксар и Дисни, инициирана от Джон Ласитър. Рики Ниерва скицира концепция за еднооко, закръглено чудовище, което веднага печели симпатиите на присъстващите. Героят получава името Майк, вдъхновено от бащата на Франк Оз. В началото Майк няма ръце и използва краката си като крайници, но впоследствие му се добавят ръце за по-добра анимация.
През 1999 г. сценаристът Даниел Гърсън се присъединява към Пиксар и работи ежедневно по филма в продължение на почти две години. Той обяснява, че процесът е силно колективен – сцените се преглеждат от режисьорите, оформят се в сценарий, а след това се адаптират от сториборд артистите, а аниматорите добавят още идеи по време на продукцията.
Доктър посочва филма Хартиена луна (1973) като вдъхновение за история, в която възрастен се забърква с дете, което в крайна сметка се оказва по-компетентният от двамата. Той също така отдава заслуга на Ласитър за идеята, че „смехът е десет пъти по-мощен от страха“.

### Кастинг
Бил Мъри е сред първоначално разглежданите актьори за гласа на Джеймс „Съли“ Съливън. Той провежда пробен запис и проявява интерес към ролята, но след като режисьорът Пийт Доктър не успява да се свърже с него, приема това като отказ. Гласът на Съли все пак е поверен на Джон Гудмън — дългогодишен партньор в комедийния сериал Роузън и редовен участник във филмите на братя Коен. Гудмън възприема героя като чудовищен еквивалент на играч от Националната футболна лига. „Той е като ветеран нападател в десетата си година на терена“, казва актьорът. „Изцяло отдаден, абсолютен професионалист“. Били Кристъл, който по-рано съжалява, че е отказал ролята на Баз Светлинна година в Играта на играчките, с готовност приема да озвучи Майк Вазовски — едноокия най-добър приятел и колега на Съли.

### Анимация
През ноември 2000 г., в началото на продукцията на Таласъми ООД, Пиксар се премества за втори път след годините си с Лукасфилм. Компанията вече разполага с около 500 служители, разпределени в три различни сгради, разделени от натоварено шосе. За да обедини екипа и да създаде по-добра работна среда, компанията се премества от Пойнт Ричмънд в нов, много по-голям кампус в Емеривил, проектиран съвместно от Джон Ласетър и Стив Джобс.
В процеса на работа филмът се отличава от предишните продукции на Пиксар, тъй като всеки главен герой има свой водещ аниматор – Джон Карс работи по Съли, Андрю Гордън по Майк, а Дейв Деван по Бу. Карс открива, че „мечоподобното качество“ в гласа на Гудмън пасва идеално на Съли. Основното предизвикателство пред него е масивността на героя – по традиция, тежестта се изразява чрез по-бавно движение, но Карс се притеснява, че това ще направи филма муден. Вместо това, възприема Съли като „футболист с изключителна подвижност, въпреки големия си размер“. Техническият екип влага огромни усилия в създаването на реалистична козина. Докато други студиа, като Ритъм и Хюс, вече са работили с козина (в реклами на Кока-Кола и филма Бейб от 1995 г.), Таласъми ООД изисква такава на много по-голям мащаб. Съли има 2 320 413 косъма, всеки от които трябва да се анимира ефективно и да хвърля сянка върху останалите, за да се избегне плосък и неестествен вид.
Първоначалните тестове за козината включват преминаване на Съли през препятствия, но резултатите са незадоволителни – козината се разтяга или преминава през обекти. За да решат тези проблеми, Пиксар създава отдел по симулация и разработва нова програма за симулация на козина, наречена Фиц. След като сцената с участието на Съли е анимирана, отделът добавя козината чрез Фиц, която позволява тя автоматично да реагира на движенията му, включително на ефектите от вятъра и гравитацията. Програмата се използва и за дрехите на Бу, които първоначално се анимират отделно, а после се „обличат“ върху героинята, така че да се движат естествено и да не се преплитат.
За да се избегне припокриването на тъканите, Майкъл Кас, старши научен сътрудник в Пиксар, заедно с Дейвид Бараф и Андрю Уиткин, разработва алгоритъм, наречен „глобален анализ на пресичанията“. Комплексността на кадрите, включително масивни декори като трезора с вратите, изисква повече изчислителна мощ от всички предишни продукции на студиото взети заедно.
Сцената, в която ресторантът „Харихаузънс“ бива дезактивиран, първоначално включва взривяване на сградата. След терористичните атаки от 11 септември 2001 г., експлозията е заменена с енергийна плазмена бариера.

## Музика
Таласъми ООД е четвъртото пълнометражно филмово сътрудничество между композитора Ранди Нюман и Пиксар. Песента, звучаща по време на финалните надписи – If I Didn't Have You, е изпълнена от Джон Гудмън и Били Кристъл.
Албумът е номиниран за награда Оскар за най-добра оригинална музика и за награда Грами в категорията най-добър саундтрак за визуални медии. Макар да не печели в тези категории – губи и двете отличия в конкуренцията на Властелинът на пръстените: Задругата на пръстена – песента If I Didn't Have You носи на Нюман първия му Оскар за най-добра оригинална песен, след цели 16 номинации. По време на благодарствената си реч Нюман се шегува, заявявайки: „Не искам съжалението ви“.. Песента печели и наградата Грами за най-добра песен, написана за визуални медии.

## Премиера

### Маркетинг
През октомври 2000 г. излиза първият тийзър трейлър на Таласъми ООД, който не само се разпространява онлайн, но е включен и в домашните видеоиздания на Играта на играчките 2. По-късно трейлърът се прожектира в киносалоните преди филма 102 далматинци и се включва в DVD изданието на Омагьосаният император, което излиза на 1 май 2001 г. Нов официален трейлър на Таласъми ООД дебютира в киносалоните през юни 2001 г., заедно с премиерата на Атлантида: Изгубената империя.
Макдоналдс пуска серия от играчки, вдъхновени от филма. Междувременно, Хасбро представя собствена линия играчки от Таласъми ООД на международно изложение.

### Кино
Премиерата на филма Таласъми ООД е на 28 октомври 2001 г. в театър Ел Капитан в Холивуд, Калифорния. Премиерната му прожекция в Съединените щати се състои на 2 ноември 2001 г., в Австралия излиза на 26 декември същата година, а в Обединеното кралство – на 8 февруари 2002 г. Заедно с киноразпространението на филма е прожектиран и късометражен анимационен филм на Пиксар.
Както при Приключението на бръмбарите и Играта на играчките 2, от 7 декември 2001 г. в крайните надписи са включени „неуспешни дубли“, вдъхновени от реплика във филма.
След успеха на 3D преизданието на Цар лъв, Дисни и Пиксар преиздават Таласъми ООД в 3D формат на 19 декември 2012 г., след като първоначално премиерата е насрочена за 18 януари 2013 г.

### Домашна употреба
Таласъми ООД излиза на VHS и DVD на 17 септември 2002 г. И двете издания са с THX-сертификация и включват анимационните късометражни филми Колата на Майк и Птици. DVD версията представя филма в широкоекранен и цял екран формат, като и двата са взети директно от дигиталния оригинал на Пиксар. Широкоекранното издание включва коментар от създателите на филма и аудио писта само със звукови ефекти. Вторият диск съдържа разнообразни допълнителни материали, включително анимационни късометражни филми, неуспешни дубли, музикалния видеоклип на If I Didn’t Have You и други екстри. DVD изданието поставя рекорд за най-продавано DVD в рамките на един ден, с 5 милиона копия, продадени в първия ден на разпространение. Въпреки че този рекорд е надминат от Спайдър-Мен два месеца по-късно, Таласъми ООД запазва рекорда за анимационен филм с най-високи продажби в първия ден до 2003 г., когато е изместен от Търсенето на Немо. Филмът е пуснат на Blu-ray на 10 ноември 2009 г., а 3D Blu-ray изданието излиза на 19 февруари 2013 г. Изданието от 2009 г. съдържа 5.1-канален DTS-HD Master Audio, докато преизданието от 2013 г. и 3D версията включват 7.1-канален Dolby TrueHD звук. На 3 март 2020 г. Таласъми ООД излиза и на 4K Blu-ray.

## Прием

### Боксофис
В първия ден от излизането си Таласъми ООД печели 17,8 милиона долара, а на следващия ден – 26,9 милиона, което го прави втория най-печеливш съботен ден в историята дотогава след Мумията се завръща. Филмът заема първото място в боксофис класацията при откриването си, изпреварвайки Кей Пакс, 13 призрака, Семеен сблъсък и Единственият. Дебютът му води и до спад в посещаемостта на други филми като От ада, Момчетата на моя живот, Тренировъчен ден, Бандити и други. Таласъми ООД поставя рекорд за най-голям уикенд за премиера на анимационен филм, със спечелени 62 577 067 милиона долара, надминавайки предишния рекорд, поставен от Играта на играчките 2. Рекордът остава непокътнат две години, до излизането на Търсенето на Немо през май 2003 г. Филмът също така става най-успешният тридневен уикенд за филм на Дисни, измествайки Пърл Харбър, и е четвъртият филм за годината, който достига над 60 милиона долара в първите си три дни, след Мумията се завръща, Планетата на маймуните и Час пик 2. През втория си уикенд филмът отбелязва лек спад от 27,2%, печелейки още 45 551 028 долара, изпреварвайки Свалячът Хал и Обир, за да остане на върха.. В третия уикенд понася по-голям спад от 50,1% и пада на второ място след Хари Потър и Философският камък. В четвъртия уикенд обаче бележи увеличение от 5,9%, като печели 24 055 001 и достига комбинирано 528 милиона долара, което към май 2013 г. го нарежда на осмо място по най-успешен четвърти уикенд в историята.
Филмът реализира 289 916 256 долара в Северна Америка и 287 509 478 долара от други територии, за глобален общ приход от 577 425 734 долара. Това го прави деветия най-печеливш филм на Пиксар в световен мащаб и шестия по приходи в Северна Америка. За определено време филмът надминава Аладин и става вторият най-касов анимационен филм на всички времена след Цар лъв (1994).
В Обединеното кралство, Ирландия и Малта Таласъми ООД печели над 37 милиона паунда (приблизително 53,3 милиона долара), което го прави шестия най-касов анимационен филм и 32-рият най-касов филм изобщо в страните. В Япония филмът стартира с 4 471 902 долара, нареждайки се на второ място след Властелинът на пръстените: Задругата на пръстена, но впоследствие заема първо място в продължение на шест последователни седмици, благодарение на минималните спадове или дори нараствания на посещаемостта. Общите приходи достигат 74 437 612 долара, което го прави третия най-касов филм в Япония за 2001 г. и третата най-успешна американска анимация в страната след Играта на играчките 3 и Търсенето на Немо

### Реакции на критиката
Агрегаторът на рецензии Rotten Tomatoes дава на Таласъми ООД одобрение от 96%, базирано на 200 рецензии, със средна оценка 8.1/10. Критическият консенсус гласи: „Умен, забавен и приятен за окото, Таласъми ООД е поредният убедителен пример за това как Пиксар издига летвата за съвременната анимация за всички възрасти“. Metacritic дава на филма средна претеглена оценка от 79 от 100, базирана на 35 рецензии, което означава „като цяло благоприятни отзиви“. Зрители, анкетирани от CinemaScore, дават на филма рядката оценка A+, правейки го втория филм на Пиксар, получил този резултат след Играта на играчките 2.
Чарлс Тейлър от Салън отбелязва, че филмът е „приятен и често забавен, а възрастните, които заведат децата си, може да се изненадат, че си прекарват доста добре“. Елвис Мичъл от Ню Йорк Таймс хвали филма за неговата „креативна енергия“, добавяйки: „От години не е излизал филм, който да използва креативността си толкова ефективно, колкото Таласъми ООД“. Мак Кларк от Ю Ес Ей Тъдей смята, че хуморът понякога е „по-истеричен, отколкото вдъхновен, а емоциите на зрителя рядко са докоснати до значителна степен“, но все пак определя филма като „визуално изобретателен, както и предшествениците му на Пиксар“.
Кинокритикът Джеймс Берардинели от дава три и половина звезди от четири, като пише, че филмът е „от онези редки семейни филми, които родителите могат да се наслаждават заедно с децата си, вместо просто да ги търпят“. Роджър Ебърт от Чикаго Сън-Таймс дава 3 от 4 звезди, определяйки го като „жизнерадостен, енергичен и забавен филм, който, подобно на другите продукции на Пиксар, съдържа множество шеги и препратки за възрастните“. Лиса Шварцбаум от Ентъртейнмънт Уийкли поставя оценка B+, като хвали анимацията с думите: „Всичко, което излиза от Пиксар – това лъскаво, авангардно студио за компютърна анимация – изглежда страхотно и се разгръща със свободния дух на най-модерните родители“.
През 2025 г. филмът е включен в списъка на читателите на Ню Йорк Таймс за 100-те най-добри филма на 21 век, като заема 242-ро място.

## Съдебни дела
Малко преди премиерата на филма, Пиксар става обект на съдебен иск от детската поетеса Лори Мадрид от Уайоминг, която твърди, че студиото присвоява идеи от нейната поема от 1997 г. „В гардероба ми има момче“ (There's a Boy in My Closet).
Мадрид изпраща поемата си до шест издателства през октомври 1999 г., включително Кроникъл Букс, преди да я адаптира в местен сценичен мюзикъл през август 2001 г. След като гледа трейлъра на Таласъми ООД, тя заключава, че издателството е предало творбата ѝ на Пиксар и че филмът се основава на нейната идея. През октомври 2001 г. тя завежда иск във федералния съд в Шайен, Уайоминг, срещу Кроникъл Букс, Пиксар и Дисни. Нейният адвокат настоява съдът да наложи временна забрана за разпространение на филма, докато делото е в ход.
На изслушване, проведено на 1 ноември 2001 г., ден преди официалната премиера, съдията отказва да издаде забраната. На 26 юни 2002 г. съдът отхвърля иска, заключавайки, че филмът няма нищо общо с поемата.
През ноември 2002 г. художникът Стенли Маус също завежда дело, като твърди, че героите Майк и Съли са базирани на негови рисунки от проекта Извинете моя прах – филм, който той се опитва да продаде на Холивуд през 1998 г. Искът посочва също, че артист на Пиксар посещава Маус през 2000 г. и обсъжда с него творбите му. Говорителка на Дисни заявява, че героите от Таласъми ООД са „разработени независимо от екипите на Пиксар и Уолт Дисни Пикчърс и не нарушават ничии авторски права“. Делото е уредено извън съда при неразкрити условия.

## В България
Премиерата на Таласъми ООД по кината е на 28 октомври 2001 г., като малко по-късно е издаден на VHS, озвучен на български език, разпространяван от Александра Видео.
На 13 декември 2010 г. филмът е издаден в специално DVD издание и на Blu-Ray, разпространявани от A+Films.
Синхронен дублаж
| Роля             | Изпълнител          |
| ---------------- | ------------------- |
| Съливън          | Георги Тодоров      |
| Майк             | Теодор Елмазов      |
| Бу               | Ада-Марина Одажиева |
| Рандъл           | Любомир Младенов    |
| Воднявски        | Марин Янев          |
| Силия            | Нина Гавазова       |
| Роз              | Пепа Николова       |
| Йети             | Николай Николов     |
| Фънгъс           | Иван Балсамаджиев   |
| Нидълмен и Смити | Николай Николов     |
| Бригадир         | Георги Спасов       |
| Флинт            | Даниела Йорданова   |
| Жлъч             | Кирил Бояджиев      |
| Джордж           | Иван Петрушинов     |

Други гласове
| Анатолий Божинов    |
| Василка Сугарева    |
| Елена Русалиева     |
| Елена Саръиванова   |
| Ненчо Балабанов     |
| Радослав Рачев      |
| Христо Чешмеджиев   |
| Адриана Стоянова    |
| Димитриан Иванов    |
| Ива Мандичева       |
| Михаела Русева      |
| Никол Маждракова    |
| Севар Иванов        |
| Атанас Сребрев      |
| Богомил Спиров      |
| Десислава Софранова |
| Тодор Георгиев      |
| Цветомира Михайлова |

Песни
| Песен              | Изпълнител                    |
| ------------------ | ----------------------------- |
| Ако ти не си с мен | Георги Тодоров Теодор Елмазов |

Българска версия
| Обработка                                      | Александра Аудио (2002)               |
| ---------------------------------------------- | ------------------------------------- |
| Режисьор на дублажа                            | Елена Саръиванова                     |
| Превод Творчески ръководител                   | Венета Янкова                         |
| Превод на текста на песните Музикален режисьор | Десислава Софранова                   |
| Тонрежисьори на записа                         | Виктор Стоянов Петър Костов           |
| Продуцент на българската версия                | Disney Character Voices International |